# La Direction d'acteur par Jean Renoir
Pour plus de détails, voir Fiche technique et Distribution.
La Direction d'acteur par Jean Renoir est un film documentaire français réalisé par Gisèle Braunberger, sorti en 1968.

## Synopsis
Le dispositif : une table, le metteur en scène, l'actrice. Jean Renoir fait répéter un court texte à Gisèle Braunberger en vue d'un tournage. Il amène l'actrice à lire le texte de façon inexpressive, puis, par indications successives à trouver en elle le personnage qu'elle doit jouer. Une fois le ton juste trouvé, le tournage peut commencer.

## Fiche technique
- Titre : La Direction d'acteur par Jean Renoir
- Réalisation : Gisèle Braunberger
- Production : Pierre Braunberger et Roger Fleytoux
- Photographie : Edmond Richard
- Son : René Forget
- Montage : Mireille Mauberna
- Pays d'origine : France
- Format : Couleurs
- Genre : Film documentaire
- Durée : 22 minutes
- Date de sortie : 1968

## Distribution
- Gisèle Braunberger
- Jean Renoir

## Autour du film
- Il s'agit du pilote d'une série documentaire, sur la direction d'acteur, qui ne connaîtra pas de suite. La répétition n'a lieu que dans le cadre du documentaire : c'est un exercice.